# Zeuxippe (naïade)
Pour les articles homonymes, voir Zeuxippe.
Dans la mythologie grecque, Zeuxippe (en grec ancien Ζευξίππη / Zeuxíppê) passe pour la sœur de Praxithée (ce qui en fait donc une naïade). Elle s'unit avec son neveu Pandion, roi d'Athènes, de qui elle conçut : Philomèle et Procné, Érechthée et Boutès.

## Source
- Pseudo-Apollodore, Bibliothèque [détail des éditions] [lire en ligne] (III, 14, 8).